# I. Széthi
I. Széthi (uralkodói nevén Menmaatré; i. e. 1323 – i. e. 1279) ókori egyiptomi fáraó; az újbirodalmi XIX. dinasztia második uralkodója i. e. 1290-től haláláig, a dinasztia leghíresebb uralkodójának, II. Ramszesznek az édesapja. Mivel apja alig több mint egy évig uralkodott, valójában Széthi volt dinasztiája első jelentős fáraója. Manethón őt tartotta a dinasztia első uralkodójának. Maguk a XIX. dinasztia fáraói dinasztiájuk alapítójának Horemhebet tartották, aki, utóda nem lévén, katonatársát és barátját, Paramesszut (a későbbi I. Ramszeszt) nevezte ki trónörökösnek. Ebben nagy szerepe lehetett annak, hogy Paramesszunak már fia, sőt, unokája is volt.
Uralkodása nagyrészt annak a jegyében telt, hogy helyreállítsa a régi rendet az Amarna-reform okozta hatalmas változások után. Ennek jegyében igyekezett megerősíteni az egyiptomi befolyást Kánaánban és Szíriában az erősödő hettitákkal szemben. Vallási politikáját is nagyrészt ez a törekvés határozta meg, templomépítési tevékenysége az Amarna-kor alatt háttérbe szorult istenek kultuszközpontjaiban jelentős volt. Uralkodása megalapozta, hogy fia, II. Ramszesz uralma alatt Egyiptom elérje hatalmának tetőpontját.

## Családi háttere
Széthi I. Ramszesz egyetlen ismert gyermeke. Anyjaként egy sztélé egy Tia nevű nőt nevez meg, aki feltehetőleg azonos I. Ramszesz feleségével, Szitrével. Széthi a nagyapja, Széthi vezír nevét kapta. Családja Alsó-Egyiptomból, a Nílus-deltából származott, Avariszból, ahol Széth isten kultusza erős volt. Később Széthi fia, II. Ramszesz itt építi fel új fővárosát. Érdekesség, hogy Széthi nevét az abüdoszi templomban másképp írják: Széth állata helyére Ozirisz-figurát írnak. A fáraó valószínűleg nem akarta Ozirisz templomában annak gyilkosát, Széthet ábrázolni.
Felesége, Tuja szintén nem volt királyi származású, apja Raia, a harci szekerek parancsnoka, anyja Ruia. Széthi utódján, Ramszeszen kívül még egy gyermekük ismert, Tia. Korábban feltételezték, hogy volt egy Ramszesznél idősebb fiuk, ez azonban tévesnek bizonyult. Egy lehetséges gyermekük még Henutmiré, aki azonban lehet, hogy inkább az unokájuk.

## Trónra lépése előtt
Apja uralkodása alatt Széthi vezír volt, ezenkívül a szilei erőd parancsnoka és több, a Deltában tisztelt istenség papja is. Előtte valószínűleg a hadseregben szolgált, mivel ránk maradt iratokból tudjuk, hogy a leszerelt katonák gyakran viseltek papi címet. Maga Horemheb is említi felirataiban, hogy az Amarna-reformok után újra megnyitott templomokba a hadseregből válogatott papokat.

## Uralkodása

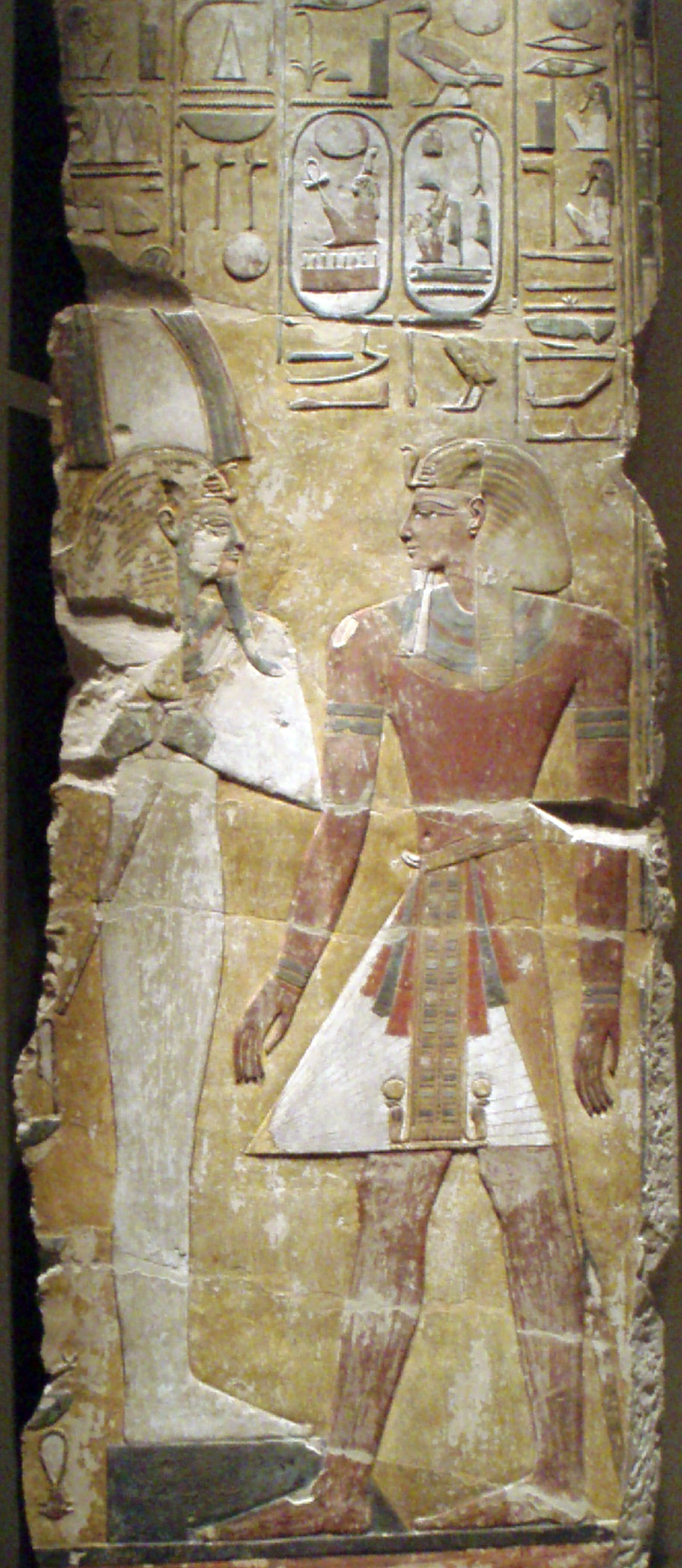
Széthi Ozirisz előtt. Nevét itt Széth helyett Ozirisz alakjával írták.

Széthi már nem fiatalon került a trónra, és nem is élt sokáig. Legkésőbbi ismert uralkodási éve a 11, lehetséges azonban, hogy pár évvel tovább uralkodott, egy elmélet szerint ugyanis társuralkodóként maga mellé vette II. Ramszeszt, aki később uralkodási éveit innentől számolta, nem onnantól, hogy apja halála után egyeduralkodóvá vált. Lehetséges azonban, hogy Ramszesz nem volt társuralkodó, mivel csak trónörökösi címeket viselt („a király legidősebb fia, örökös herceg”).

### Hadjáratai
Széthi már uralkodása első évében hadjáratot folytatott Dél-Palesztinában, hogy megerősítse az egyiptomi fennhatóságot ezen a gazdasági szempontból fontos területen. Azon kívül, hogy nagyszabású építkezéseihez biztosítsa a szükséges anyagi bázist, az is motiválhatta, hogy visszaszerezze Egyiptom régi dicsőségét azzal, hogy visszafoglalja a korábban a fennhatóságuk alatt állt területeket. Karnaki feliratain beszámol arról, hogyan foglalt vissza városokat Palesztinában és Szíriában.
Ezek után északabbra indult, és elfoglalta Kádest, mire Amurrú is átállt az egyiptomiak oldalára. Ezeket a területeket Egyiptom még Ehnaton uralkodása alatt veszítette el, és a későbbi fáraóknak nem sikerült visszaszerezniük. Széthinek ez a sikeres hadjárata már hadüzenetnek számított a Hettita Birodalom ellen, melynek Kádes és Amurru az érdekszférájába tartozott. A kirobbanó háborúban Széthi újra elveszítette a két várost; ezt egy feszült időszak követte. Az ellenségeskedést formálisan lezáró béke értelmében Egyiptom megtarthatta Kánaánt, de lemondott Kádesről és Amurruról. Széthi életében a két birodalom már nem csapott többé össze.
Szintén gazdasági okokból indított hadjáratokat az aranybányái miatt fontos Núbiában; az itt szerzett hadifoglyok egyben olcsó munkaerőt is biztosítottak építkezéseihez. Uralkodása nyolcadik évében Széthi egy kisebb felkelést is levert Núbiában; ebben a hadjáratban a fáraó személyesen nem vett részt, de lehetséges, hogy fia, Ramszesz igen.
Széthi uralkodása alatt kezdtek líbiai törzsek is betörni az országba a Delta nyugati részénél; a fáraó még a hettitákkal történt összecsapása előtt seregeket indított visszaverésükre. A líbiai törzsek betörései több későbbi fáraónak is gondot okoztak később.

### Építkezései

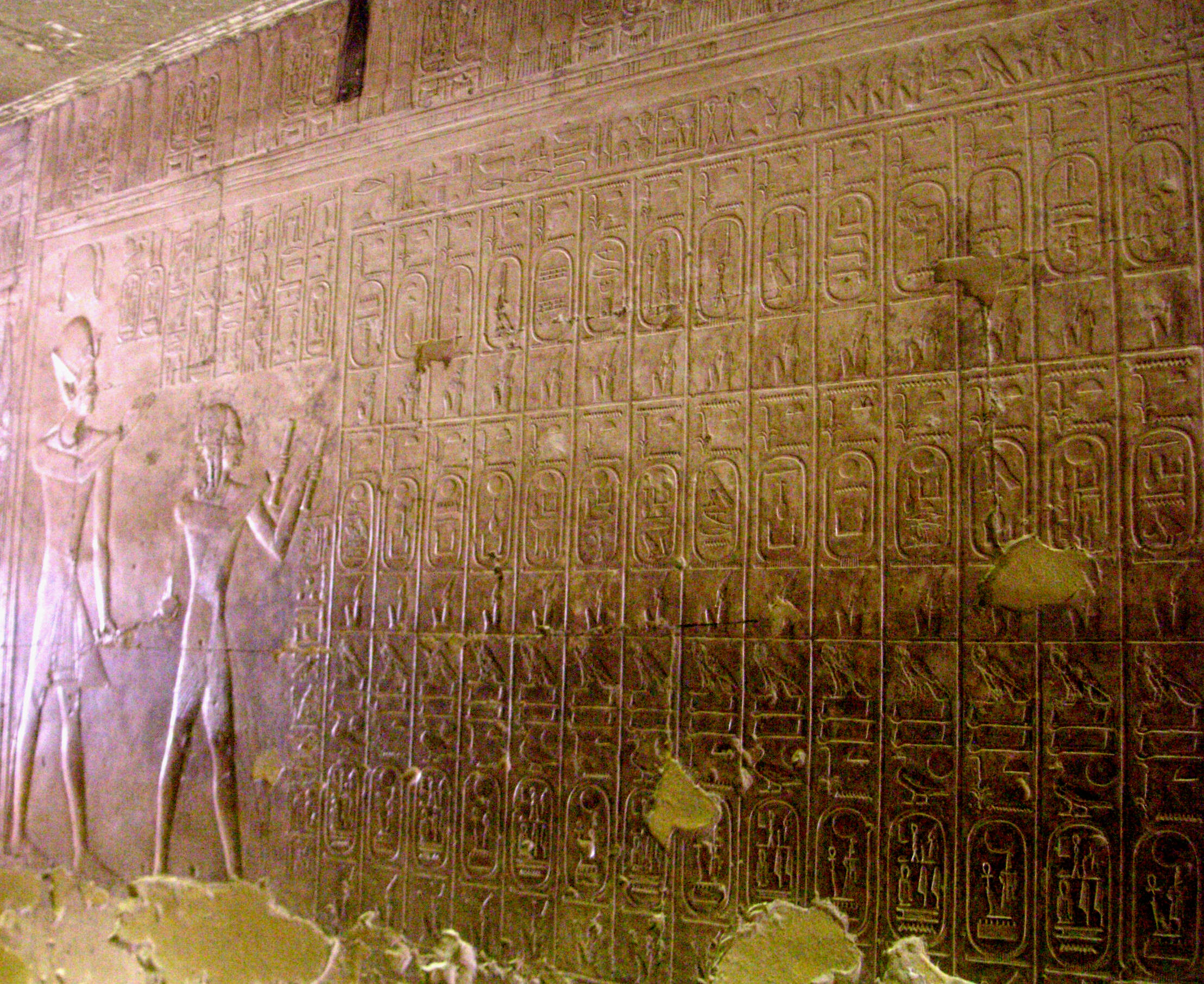
Széthi és Ramszesz, valamint az abüdoszi királylista

Uralkodása alatt állítottak helyre számos templomot, melyekből Ehnaton uralkodása alatt kivésték Ámon nevét és ábrázolásait. Ezenkívül főként a nagy vallási jelentőségű városokban, például Théba (Ámon kultuszának központja), Abüdosz (Ozirisz), Memphisz (Ptah) és Héliopolisz (Ré) is több templomot építtetett vagy bővített ki.
A karnaki templomban folytatta a Horemheb által megkezdett oszlopcsarnok építését, a túlparton pedig halotti templomot emeltetett. Abüdoszi templomában tekinthető meg a híres abüdoszi királylista, mely a múltban uralkodott fáraókat sorolja fel. A lista az első nyilvánvaló bizonyíték arra a kísérletre, hogy az Amarna-korszakot végleg kitöröljék a történelemből – III. Amenhotepet rögtön Horemheb követi a felsorolásban. Ennek ellenére karnaki oszlopcsarnokán a hadjáratokat megörökítő reliefek realizmusa Amarna-hatást mutat.
Több reliefen is fontos szerep jut egy bizonyos Mehi tábornoknak, akinek nevét és képmását II. Ramszesz később kivésette és a sajátjával helyettesítette. Később ez alapján vélték többen úgy, hogy Ramszesznek volt egy bátyja, aki fiatalon meghalt.
Széthi számos megkezdett építkezését már fia fejezte be, többek közt a karnaki oszlopcsarnokot és az abüdoszi templomot.

## Sírja és múmiája

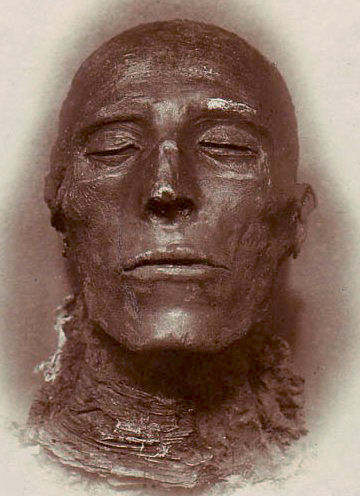
Széthi múmiájának feje – Emil Brugsch képe

I. Széthi sírja (KV17) a Királyok völgye egyik oldalsó vádijában helyezkedik el. 1817-ben Giovanni Battista Belzoni fedezte fel, alig pár nappal I. Ramszesz sírjának a felfedezése után. Alaprajza egyenes vonalú; több mint 120 méteres hosszával a völgy legmélyebb sírja. Díszítése gyönyörűen festett, finoman kidolgozott festményekből és domborművekből áll, amelyek épségben fennmaradtak. Beomlás veszélye miatt a sír 1991 óta nem látogatható.
Magát a múmiát csak 1881-ben fedezték fel, a Dejr el-Bahariban lévő DB320 sírban, ahová több királyi múmiát menekítettek a sírrablók elől. Ma a kairói Egyiptomi Múzeum őrzi, szarkofágját pedig a londoni Sir John Soane's Museum.
A múmia a legjobb állapotban fennmaradt fáraómúmia. Vizsgálatok alapján Széthi negyvenévesnél fiatalabb volt, amikor meghalt. Ennek okát nem tudni; családjának több tagja is magas kort ért meg, ezért feltételezték, hogy betegség okozhatta halálát (erőszak nyomait nem találták a múmián). A testet ugyan lefejezve találták meg, de ezt lehet, hogy sírrablók okozták a halál után. Az Ámon-papok, akik áthelyezték múmiáját a DB320-as sírba, a fejet vászoncsíkok segítségével visszaerősítették a testhez.
Feltételezték, hogy szívbetegség okozta halálát, múmiájában ugyanis a bebalzsamozott szívet szokatlan módon jobboldalt találták meg. Ez lehetséges, hogy a balzsamozók hibája volt, az is lehetséges, hogy Széthinek eredetileg is jobboldalt volt a szíve (dextrocardia), de elképzelhető, hogy így próbálták elérni, hogy a túlvilágon jobban működjön a szíve.

## Titulatúra
A fáraók titulatúrájának magyarázatát és történetét lásd az Ötelemű titulatúra szócikkben.
| G5 |

| G5 |

| E2 · D40 | N28 | m | R19 |

| E2 · D40 | N28 | m | R19 |

| E2 · D40 | N28 | m | R19 |

| E2 · D40 | N28 | m | R19 |

| G5 |

| G5 |

| E2 · D40 | N28 | m | R19 |

| E2 · D40 | N28 | m | R19 |

| E2 · D40 | N28 | m | R19 |

| E2 · D40 | N28 | m | R19 |

| G16 |

| G16 |

| F25 | F31 | s | G43 | t · Z2ss | S42 | Aa1 · p · O39 · F23 | D46 · r | D44 · T10 · t | Z3 | Z3 | Z3 |

| F25 | F31 | s | G43 | t · Z2ss | S42 | Aa1 · p · O39 · F23 | D46 · r | D44 · T10 · t | Z3 | Z3 | Z3 |

| G16 |

| G16 |

| F25 | F31 | s | G43 | t · Z2ss | S42 | Aa1 · p · O39 · F23 | D46 · r | D44 · T10 · t | Z3 | Z3 | Z3 |

| F25 | F31 | s | G43 | t · Z2ss | S42 | Aa1 · p · O39 · F23 | D46 · r | D44 · T10 · t | Z3 | Z3 | Z3 |

| G8 |

| G8 |

| F25 | N28 · Z2s | wsr | s | r · D44 | T10 · T10 · T10 | m | N17 · N17 · N17 | V30 · Z2s |

| F25 | N28 · Z2s | wsr | s | r · D44 | T10 · T10 · T10 | m | N17 · N17 · N17 | V30 · Z2s |

| G8 |

| G8 |

| F25 | N28 · Z2s | wsr | s | r · D44 | T10 · T10 · T10 | m | N17 · N17 · N17 | V30 · Z2s |

| F25 | N28 · Z2s | wsr | s | r · D44 | T10 · T10 · T10 | m | N17 · N17 · N17 | V30 · Z2s |

| M23 | L2 |

| M23 | L2 |

| ra | mAat | mn |

| ra | mAat | mn |

| ra | mAat | mn |

| ra | mAat | mn |

| ra | mAat | mn |

| ra | mAat | mn |

| ra | mAat | mn |

| ra | mAat | mn |

| M23 | L2 |

| M23 | L2 |

| ra | mAat | mn |

| ra | mAat | mn |

| ra | mAat | mn |

| ra | mAat | mn |

| ra | mAat | mn |

| ra | mAat | mn |

| ra | mAat | mn |

| ra | mAat | mn |

| G39 | N5 | \| \| |
|     |    |       |

|  |

| G39 | N5 | \| \| |
|     |    |       |

|  |

| p · t | H | C7 | i | i | N36 · n |

| p · t | H | C7 | i | i | N36 · n |

| p · t | H | C7 | i | i | N36 · n |

| p · t | H | C7 | i | i | N36 · n |

| p · t | H | C7 | i | i | N36 · n |

| p · t | H | C7 | i | i | N36 · n |

| p · t | H | C7 | i | i | N36 · n |

| p · t | H | C7 | i | i | N36 · n |

| G39 | N5 | \| \| |
|     |    |       |

|  |

| G39 | N5 | \| \| |
|     |    |       |

|  |

| p · t | H | C7 | i | i | N36 · n |

| p · t | H | C7 | i | i | N36 · n |

| p · t | H | C7 | i | i | N36 · n |

| p · t | H | C7 | i | i | N36 · n |

| p · t | H | C7 | i | i | N36 · n |

| p · t | H | C7 | i | i | N36 · n |

| p · t | H | C7 | i | i | N36 · n |

| p · t | H | C7 | i | i | N36 · n |